# Cookie (журнал)
Cookie (яп. クッキー кукки:) — ежемесячный японский журнал сёдзё-манги, выпускаемый издательством Shueisha с 1999 года. По данным на 2009 год, его тираж составил 165 тыс. экземпляров.
С 2000 года публикуется ежеквартальное приложение Cookie BOX. В Cookie BOX выходила такая манга, как Good Morning Call, Ringo to Hachimitsu (林檎と蜂蜜), Tokimeki Midnight (ときめきミッドナイト).

## История

### Ribon Teens
В 1996 году редакционный отдел издательства Shueisha, ответственный за выпуск журнала Ribon, решил начать публикацию Ribon Teens, среди авторов которого были современные популярные мангаки (Ай Ядзава, Михо Обана, Михона Фудзии) и давно известные авторы, как Дзюн Хасэгава, Кои Икэно и Аой Хиираги. Ribon Teens выходил несколько раз в 1996—1997 году, а затем прекратил существование.

### Cookie
В 1999 году Shueisha возродила журнал под новым названием — Cookie. Публикацию взял на себя редакционный отдел закрытого к марту 2000 года ежемесячного Bouquet.
| Год   | 2004    | 2005    | 2006    | 2007    | 2009    |
| ----- | ------- | ------- | ------- | ------- | ------- |
| Тираж | 203 333 | 204 167 | 228 334 | 200 000 | 165 000 |

### Манга
- «Лулу — ангел цветов»
- Weib Kreuz
- «Код ангела»
- Mahou no Mako-chan
- Kinpatsu no Jeanie
- Lalabel, The Magical Girl
- Hello! Sandybell
- Adventures of the Little Mermaid